# 미나미우치촌
미나미우치촌(南宇智村)은 나라현 우치군에 설치되었던 촌이다. 현재의 고조시 일부에 해당한다.